# Jesús Castillo Monterroso
Jesús Castillo Monterroso (San Juan Ostuncalco, 9 de septiembre de 1877-Quezaltenango, 23 de abril de 1946) fue un compositor e investigador guatemalteco. 

## Biografía
Se formó en Guatemala con los maestros pianistas Miguel Espinoza y Rafael Guzmán. Desde temprano mostró un interés especial en la música indígena de Guatemala, algunas de cuyas características incorporó a sus propias piezas. Su Obertura indígena No.1" (1897) es la primera obra de su época de estudiante que basó en motivos musicales autóctonos. Mientras estudiaba con Rafael Guzmán, Castillo compuso una segunda obertura de esa naturaleza, beneficiándose de la asesoría de su maestro.
Concluida su formación, se dedicó al magisterio musical en Quezaltenango, actividad que mantendría hasta 1929. A la vez, recopiló música de los indígenas en varias regiones de Guatemala. Entre sus obras originales basadas en la música autóctona sobresale la ópera Quiché Winak (1917-1925), que fue estrenada en 1924 en el Teatro Abril de la Ciudad de Guatemala. Fruto de sus investigaciones etnofonísticas es también el libro titulado La música Maya-Quiché, Región de Guatemala.
Como compositor, Jesús Castillo inició la postura de la valoración de la música autóctona, mostrando el camino a varias generaciones de compositores en su país. Algunas de sus obras fueron publicadas por la Unión Panamericana de Washington D. C.. Muchas de sus piezas para piano fueron adoptadas por las grandes marimbas de Quetzaltenango, y se escuchan a menudo hasta entrado el nuevo milenio.

## Obra
Sus obras para piano abarcan alrededor de 25 composiciones, incluyendo colecciones de piezas y obras de varios movimientos.
del Ocaso
- Procesión Hierática.
- Minuet Maya.
- Cinco Oberturas Indígenas.
- Obertura en Sol.
- Obertura El Quetzal.
- Tecún Umán, poema sinfónico.
- Guatemala, poema sinfónico.
- Vartizanic, poema sinfónico.
- Preludio Melodramático.
- Oda a la Liberación de Guatemala.
- Las telas mágicas.

Obras escénicas